# Sophie Schmidt
Sophie Diana Schmidt (født 28. juni 1988) er en canadisk fodboldspiller, der spiller for Houston Dash i NWSL. Hun er også en del af Canadas landshold.